# 重羽菊属
重羽菊属（学名：Diplazoptilon）是菊科下的一个属，为多年生草本植物。该属仅有重羽菊（Diplazoptilon picridifolium）一种，分布于四川、云南西部。